# Сидама
Сідама — регіон на півдні Ефіопії. Область була Він був створений 18 червня 2020 року, відділений від Регіону південних націй і народів. Сідама стала регіоном завдяки референдуму Сідама 2019 року, коли 98,52 відсотка голосів проголосували за самоврядування. Сідама є найменшим регіональним урядом у країні після Харірі. Сідама — це назва як народу Сідама, так і держави Сідама. Сідама межує з регіоном Оромія на півдні, за винятком невеликої відстані між ними, вона межує із зоною Гедео регіонального уряду Південної Ефіопії та зоною Волайта на заході. Їх розділяє річка Білате.